# La Rochegiron
Rochegiron ist eine französische Gemeinde mit 108 Einwohnern (Stand 1. Januar 2022) im Département Alpes-de-Haute-Provence in der Region Provence-Alpes-Côte d’Azur. Sie gehört zum Kanton Reillanne im Arrondissement Forcalquier. Die Bewohner nennen sich die Rochegironais.

## Geografie
Rochegiron liegt in den französischen Seealpen und grenzt im Norden an Montfroc, im Nordosten an Châteauneuf-Miravail, im Osten L’Hospitalet und Saumane, im Süden an Banon und im Westen an Redortiers. 
Der Dorfkern liegt auf 800 m. 1029 Hektar der Gemeindegemarkung sind bewaldet. 

### Erhebungen
Erhebungen bei Rochegiron sind:
- Roche de la Vierge (938 m)
- Meynière (1029 m)
- Coulet (1190 m)
- Gardette (1191 m)
- Défens (1403 m)
- Tréboux (1535 m)

## Bevölkerungsentwicklung
| Jahr      | 1962 | 1968 | 1975 | 1982 | 1990 | 1999 | 2008 | 2012 |
| --------- | ---- | ---- | ---- | ---- | ---- | ---- | ---- | ---- |
| Einwohner | 83   | 68   | 76   | 92   | 94   | 92   | 108  | 97   |

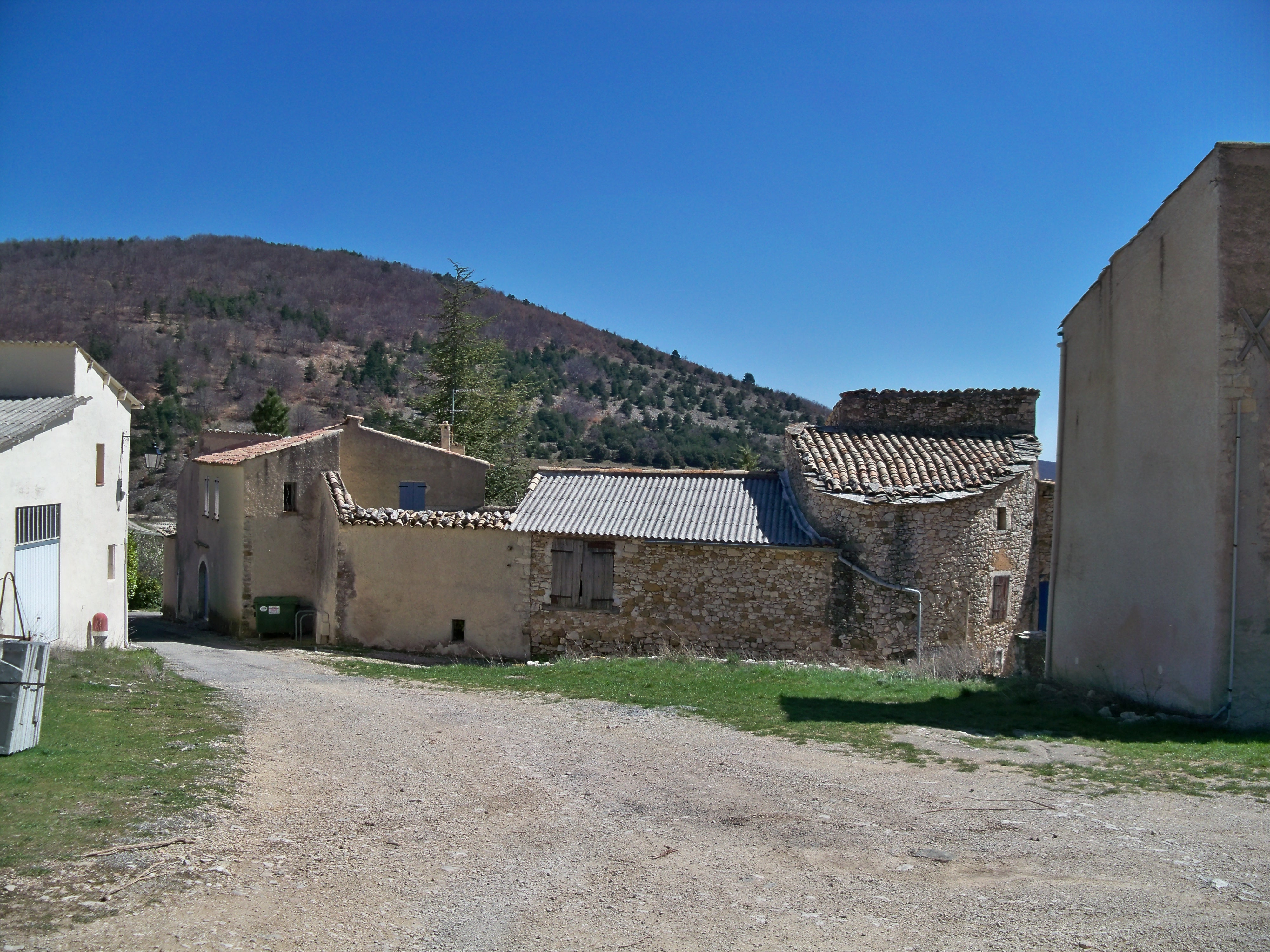
Ortsteil Jonquet
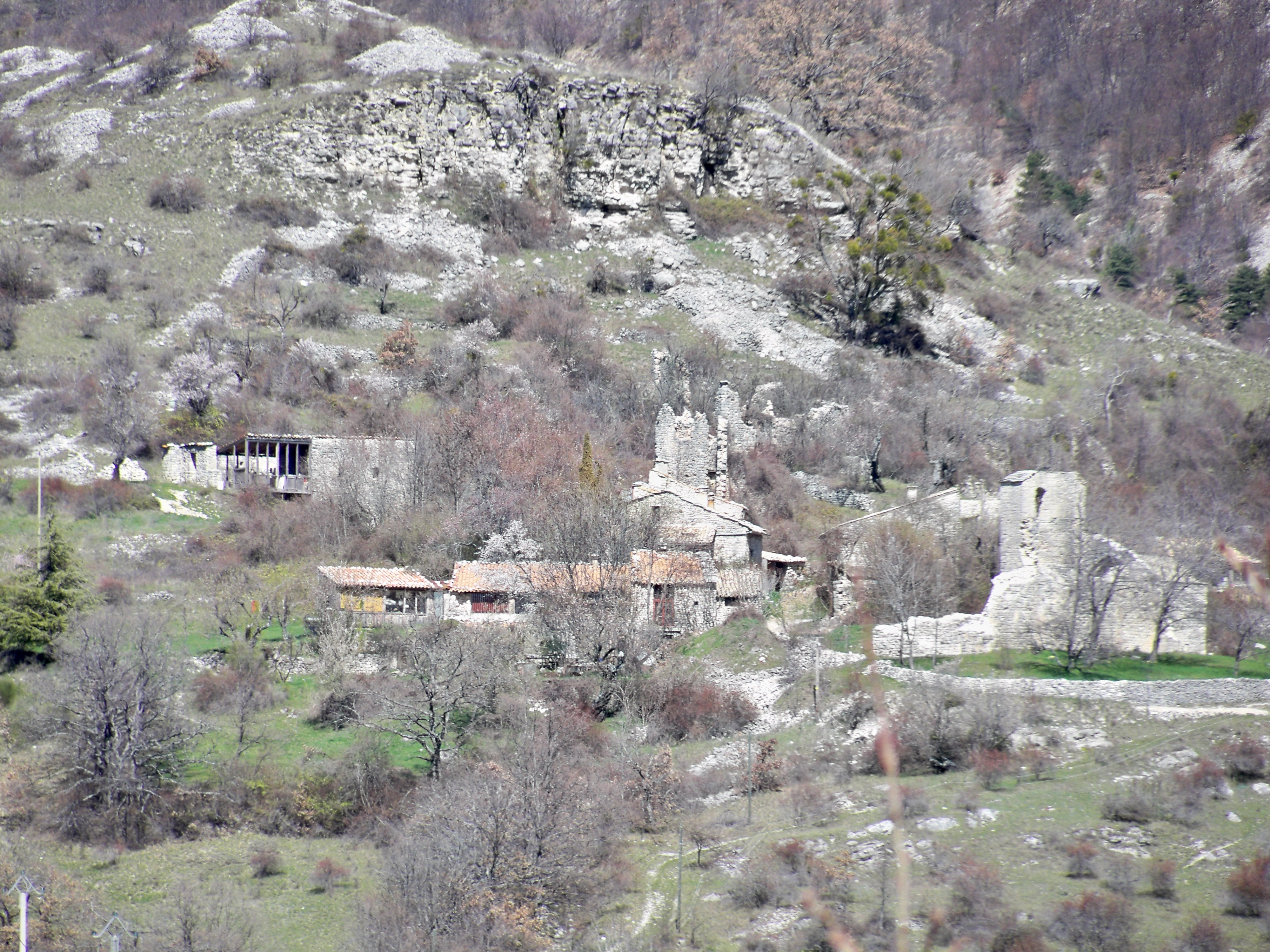
Ortsteil Vière
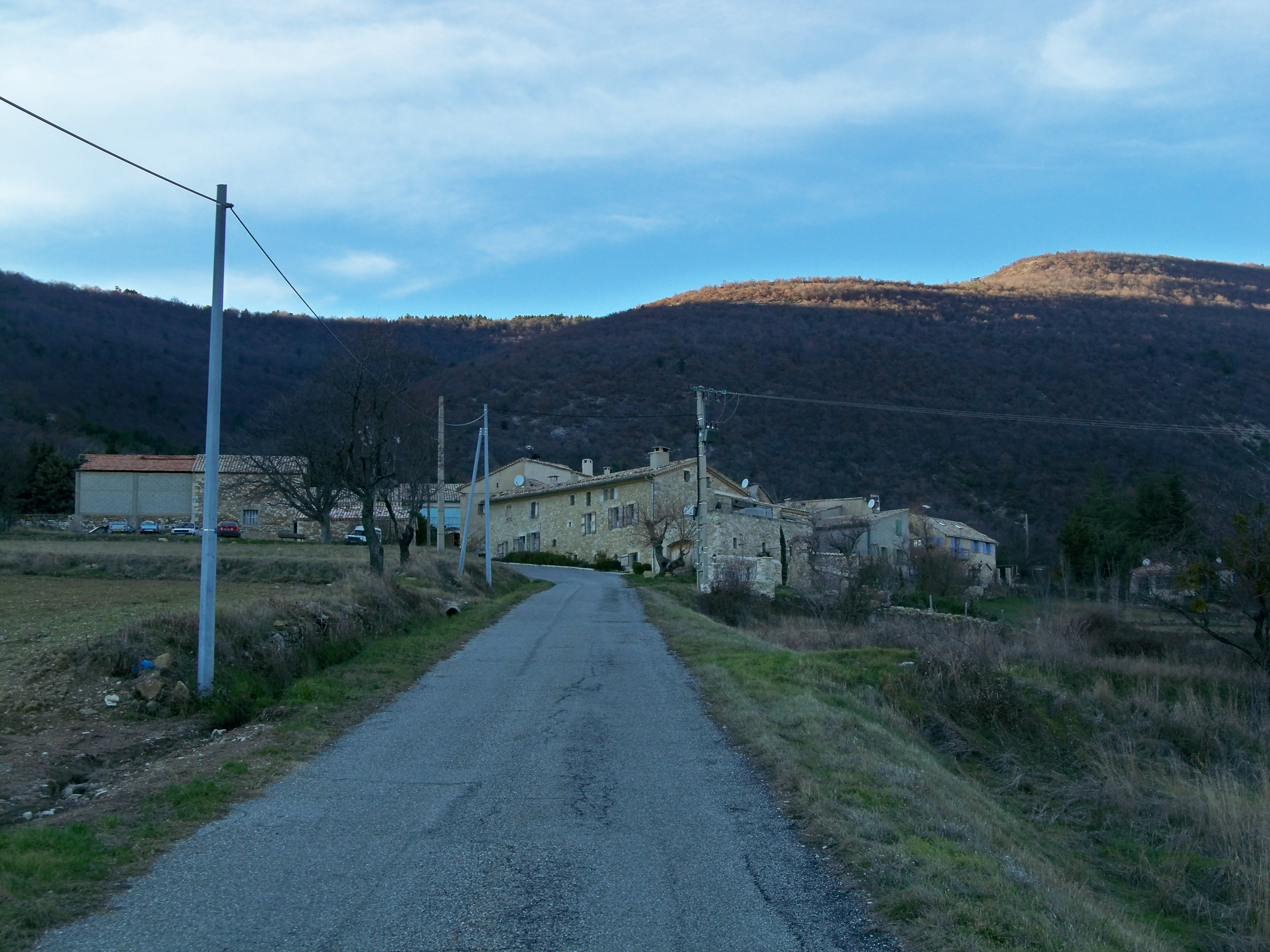
Ortsteil Saint Pancrace
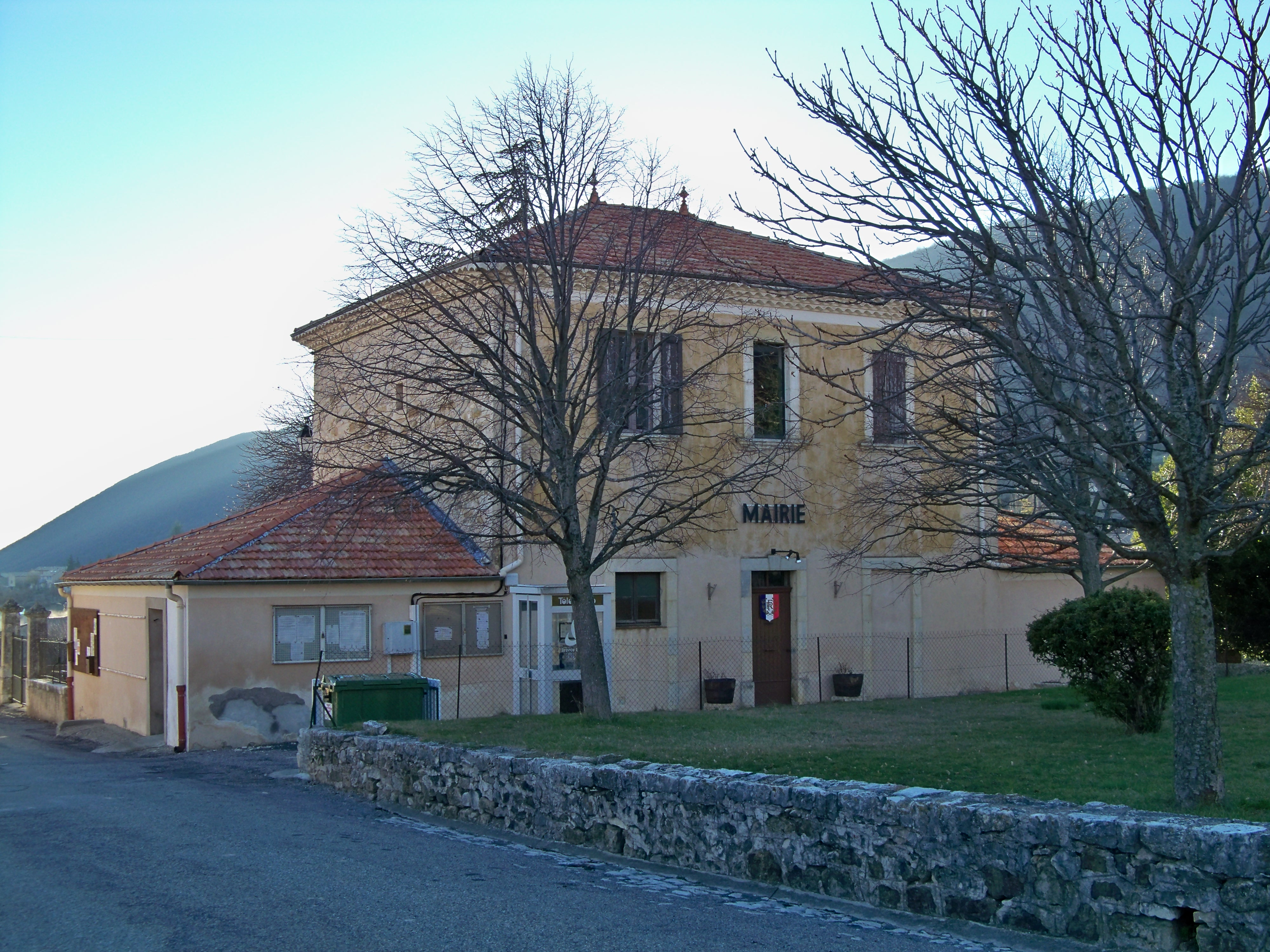
Rathaus (Mairie)